# Конюшенко, Сергей Викторович
Серге́й Ви́кторович Конюшенко (9 июля 1971, Киев, Украинская ССР, СССР) — украинский футболист и тренер. С ноября 2011 года до 31 декабря 2012 года исполнял обязанности главного тренера клуба «Оболонь».

## Карьера игрока
Начал заниматься Футболом в Киеве. Его первой профессиональной командой была «Нива-Космос» из города Мироновка Киевской области. В июле 1996 года перешёл в «Полиграфтехнику», где за месяц сыграл всего один матч. А уже с августа 1996 года начал играть за киевскую «Оболонь». В составе киевского клуба выступал на протяжении 10 лет, где и закончил игровую карьеру в 2006 году. По количеству матчей за «Оболонь» Сергей занимает второе место.

## Карьера тренера
В ноябре 2011 года был назначен исполняющим обязанности главного тренера клуба «Оболонь». После расформирования клуба некоторое время был без работы. В ноябре 2014 года возглавил любительский клуб «Рубин» (Песковка),с которым в 2015 году стал бронзовым призёром первенства Киевской области. В июне 2016 года вошёл в тренерский штаб канадского клуба «Торонто Атомик», курируя вторую команду, составленную из молодых игроков и выступающую во втором дивизионе канадской футбольной лиги. В дебютном для тренера поединке, подопечные Конюшенко обыграли команду «Лондон сити» со счётом 7:0.

## Достижения
- Победитель Второй лиги Украины (2): 1998/99, 2000/01
- Бронзовый призёр Первой лиги Украины: 2001/02